# Возлюби ближнего своего (телесериал)
«Возлюби ближнего своего» — американский комедийный телевизионный сериал, созданный Тайлером Перри, выступившим автором идеи, сценаристом, режиссёром и продюсером. Премьера состоялась на телеканале Опры Уинфри OWN 29 мая 2013 года. Данный сериал занимает второе место по популярности на телеканале OWN после сериала «Имущие и неимущие», а также второй сериал Перри, показанный на канале Опры Уинфри. 21 августа 2013 года было объявлено о запуске второго сезона на 26 серий, в результате чего на данный момент общее число эпизодов сериала составляет 52.

## Синопсис
«Возлюби ближнего своего» является получасовой комедией. Основная линия вращается вокруг столовой и её владелицы Хэтти Мэй Лав. Центральным местом действия становится так называемый «Поезд любви», представляя собой закусочную, где подают вкусную еду, а также блюда по старинным рецептам Хэтти Мэй. Это место быстро становится популярным среди соседей, которым будут предложены не только кулинарные изыски, но и различные советы по разным сферам их жизни.

## В ролях

### Основной состав
- Патрис Ловели (Хэтти Мэй Лав) — сварливая мать Линды, владелица закусочной. Самая оживлённая 75-летняя женщина, которую кто-либо когда встречал. Глубоко заботится о своей дочери и внуке, твёрдо верит в любовь[6]
- Палмер Уильямс-мл. (Флойд Стенли Джексон) — дядя Линды и Дэнни. Очень весёлый и саркастический человек, является владельцем жилого дома, где живут Дэнни и его друзья. Работает в закусочной
- Кендра С. Джонсон (Линда Мэй Лав-Харрис) — мать Дэнни и дочь Хэтти. Переживает развод с бывшим мужем Лайнелом, в большинстве своём достаточно весела и оптимистична. Временами подрабатывает в закусочной[6]
- Андре Холл (Дэнни) — 24-летний сын Линды и внук Хэтти. Трудолюбивый, чувствительный молодой человек. Может рассматриваться как «маменькин сынок», так как он находится под сильной защитой и опекой своей матери. Начинает работу в интернет-дизайнерской фирме «Beagal and Steve» после убеждений своих лучших друзей Сэма и Дрю. Влюблён в Марианну
- Сулай Энао (Марианна) — только что переехала из Чикаго в Атланту, где сейчас занимает должность менеджера офиса «Beagal and Steve» (ближе к середине сезона). Имеет взгляды на Дэнни[7]
- Джонатан Чейз (Сэм) — самопровозглашённый «дикий человек», незрелый, безответственный, эгоистичный молодой парень, лучший друг Дэнни, коллега и сосед по комнате. Завязывает интимную связь с любой девушкой, какую считает привлекательной. Очень привязан к Марианне (однако, это чувство не взаимно), любит вечеринки
- Дарнирра Брансон (Дрю) — эксцентричная подруга Дэнни и коллега, которая в него влюблена. В первый год учёбы в колледже жила вместе с Марианной, но после возненавидела её, считая, что та превратилась в «вешалку»

### Второстепенные персонажи
- Сондра Карри (Вивиан) — заклятый враг Хэтти. Она также владеет квартирой в здании, где живут Дэнни с друзьям
- Карон Рили (Марти Стивенс) — молодой человек, следящий за своим здоровьем, вызывающий интерес у Линды. С Хэтти и её семьёй находится в напряжённых отношениях

## Сезоны
| Сезон | Сезон          | Эпизоды | Время показа    | Время показа    |
| Сезон | Сезон          | Эпизоды | Премьера показа | Финал показа    |
| ----- | -------------- | ------- | --------------- | --------------- |
|       | Сезон 1 (2013) | 26      | 21 мая 2013     | 21 августа 2013 |
|       | Сезон 2 (2014) | 26      | январь 2014     | —               |

| Эпизод | Название                               | Дата показа     | Число зрителей (млн.) |
| ------ | -------------------------------------- | --------------- | --------------------- |
| 1      | «What’s Love Got To Do With It»        | 29 мая 2013     | 1,65                  |
| 2      | «Love Thy Independence»                | 29 мая 2013     | 1,79                  |
| 3      | «Love Thy Privacy»                     | 5 июня 2013     | 1,10                  |
| 4      | «Love Ain't Opening This Door»         | 5 июня 2013     | 1,23                  |
| 5      | «Where's My Mamma»                     | 12 июня 2013    | 1,05                  |
| 6      | «Love Thy Journey»                     | 12 июня 2013    | 1,19                  |
| 7      | «Love Thy Vindication»                 | 19 июня 2013    | 0,99                  |
| 8      | «Love Thy Partnership»                 | 19 июня 2013    | 1,09                  |
| 9      | «Don’t Mess with That White Lightning» | 26 июня 2013    | 0,93                  |
| 10     | «Love Thy Celibacy»                    | 26 июня 2013    | 1,00                  |
| 11     | «The Black Tie Affair»                 | 3 июля 2013     | 0,83                  |
| 12     | «Love Thy Compromise»                  | 3 июля 2013     | 0,80                  |
| 13     | «Love That Bracelet»                   | 10 июля 2013    | 1,01                  |
| 14     | «Love Thy Boss»                        | 10 июля 2013    | 1,05                  |
| 15     | «Love Thy Doctor»                      | 17 июля 2013    | 0,99                  |
| 16     | «Love Thy Baby»                        | 17 июля 2013    | 1,04                  |
| 17     | «Love Thy Patient»                     | 24 июля 2013    | 0,84                  |
| 18     | «Love Thy Surprise»                    | 24 июля 2013    | 0.96                  |
| 19     | «My First Love»                        | 31 июля 2013    | 0,74                  |
| 20     | «Love Thy Wager»                       | 31 июля 2013    | 0,83                  |
| 21     | «Love Thy Mortality»                   | 7 августа 2013  | 0,76                  |
| 22     | «Love Thy Self»                        | 7 августа 2013  | 0,82                  |
| 23     | «Love Thy Youth»                       | 14 августа 2013 | 0,81                  |
| 24     | «Love Thy Children»                    | 14 августа 2013 | 0,88                  |
| 25     | «Love Thy Courage»                     | 21 августа 2013 | 0,89                  |
| 26     | «Love Thy Family»                      | 21 августа 2013 | 1,04                  |